# こうま座デルタ星
こうま座δ星（こうまざデルタせい、δ Equulei、δ Equ）は、こうま座にある連星である。年周視差を基に太陽系からの距離を計算すると、約60光年である。合成等級は4.49で、肉眼でみることができる明るさである。連星を構成する2つの恒星は、ほとんど同じような性質を持つとみられる。

## 星系

### 発見
こうま座δ星は、ウィリアム・ハーシェルによってその近くに暗い恒星が発見され、連星の候補となったが、後にヴィルヘルム・シュトルーヴェが、2つの恒星の相対的な位置関係が、元々のこうま座δ星の固有運動に相関して変化することを証明し、見かけ上だけの関係にある二重星であると結論付けた。ヴィルヘルムの息子オットー・シュトルーヴェは、父の結論を確かめるべく観測を継続していたが、1852年にこうま座δ星自体が像が非常に近接した二重星であることを発見した。更にオットーは、一連の観測における位置の変化から、こうま座δ星が連星であり、その軌道運動は非常に速いという結論に至った。

### 特徴
こうま座δ星は、2つの恒星が非常に接近しているので、観測が難しいが、発見以来意欲的に観測がされている。長い間、視覚的に分離できる実視連星としては最も短い周期であるとみなされてきた。一方、スペクトルの吸収線でも青方偏移成分と赤方偏移成分に分けられる分光連星でもあり、位置天文学と分光学の両面から軌道要素が調べられている。
こうま座δ星系の公転周期は2084日、離心率は0.437、軌道長半径は232ミリ秒と見積もられ、軌道傾斜角は99度と公転面と視線方向が大体揃っている。2つの恒星はいずれもF型主系列星で、スペクトル型はF7 Vに分類されている。質量もほぼ同じで太陽の1.17倍と1.16倍、光度は太陽の2.25倍と2.07倍と推定され、表面温度にも差はない。
連星系の軌道長半径は4.73 auで、軌道離心率は0.42である。近点では主星と伴星はおよそ2.7 auにまで接近する。主星から0.66 au以内の領域および伴星から0.66 au以内の領域では惑星は安定した軌道を維持できると考えられている。また連星系の重心から15 au以遠の領域でも周連星惑星が安定して公転軌道を保持できる。その中間の領域では惑星は2つの恒星からの複雑な摂動により安定した軌道を維持できない。こうま座デルタ星の周囲のハビタブルゾーンは2つの恒星を取り囲む形で存在しており、不安定領域の中に位置しているためこうま座デルタ星に安定したハビタブル惑星は存在できないと考えられている